# Port lotniczy Kuopio
Port lotniczy Kuopio (fiń. Kuopion lentoasema, ang. Kuopio Airport, kod IATA: KUO, kod ICAO: EFKU) – lotnisko położone 17 km na północ od centrum Kuopio, w prowincji Finlandia Wschodnia, w Finlandii. W 2006 obsłużyło 332 tys. pasażerów.

## Linie lotnicze i połączenia
| Linia lotnicza    | Kierunek                           |
| ----------------- | ---------------------------------- |
| Aegean Airlines   | Sezonowe czartery: 1. Rodos        |
| Avion Express     | Sezonowe czartery: 1. Chania       |
| Finnair           | 1. Helsinki                        |
| Freebird Airlines | Sezonowe czartery: 1. Antalya      |
| Pegasus Airlines  | Sezonowe czartery: 1. Antalya      |
| Sunclass Airlines | Sezonowe czartery: 1. Gran Canaria |

## Wojska lotnicze
- Karjalan Lennosto (KarLsto) / Karelia Air Command[4]: 20 x F/A-18C/D Hornet